# Soindres
Soindres település Franciaországban, Yvelines megyében. Lakosainak száma 731 fő (2022. január 1.). Soindres Auffreville-Brasseuil, Favrieux, Flacourt, Fontenay-Mauvoisin, Magnanville és Vert községekkel határos.

## Népesség
A település népessége az elmúlt években az alábbi módon változott:
| Lakosok száma | 649  | 672  | 684  | 678  | 682  | 685  | 698  | 713  | 731  |
|               | 2013 | 2015 | 2016 | 2017 | 2018 | 2019 | 2020 | 2021 | 2022 |